# Simpang Nangka
Simpang Nangka is een bestuurslaag in het regentschap Rejang Lebong van de provincie Bengkulu, Indonesië. Simpang Nangka telt 1314 inwoners (volkstelling 2010).